# Yishai Sarid
Pour les articles homonymes, voir Sarid (homonymie) et Yishai.
Yishai Sarid (hébreu : ישי שריד), né en 1965 à Tel Aviv-Jaffa, est un avocat et romancier israélien, auteur de romans policiers et de littérature générale.

## Biographie
Il étudie le droit à l'Université hébraïque de Jérusalem. Il devient ensuite avocat, puis procureur général, avant de travailler dans le privé.
Un temps officier de l'armée israélienne, il est le fils de l’homme politique et député Yossi Sarid.
Il remporte le grand prix de littérature policière en 2011 pour Le Poète de Gaza (Limassol).

## Œuvres

### Romans
- Une proie trop facile, Actes Sud, coll. « Actes noirs », 2015 ((he) חקירתו של סרן ארז, 2000), trad. Laurence Sendrowicz, 384 p.  (ISBN 978-2-330-05662-9)Réédition, Actes Sud, coll. « Babel noir » no 197, 2018, 350 p. (ISBN 978-2-330-09067-8)
- Le Poète de Gaza[1], Actes Sud, coll. « Actes noirs », 2010 ((he) Limassol, 2009), trad. Laurence Sendrowicz, 219 p.  (ISBN 978-2-7427-9460-7)Réédition, Actes Sud, coll. « Babel noir » no 75, 2013, 262 p. (ISBN 978-2-330-00973-1)
- (he) Naomi's Kindergarten, 2013
- Le Troisième Temple, Actes Sud, coll. « Lettres hébraïques », 2015 ((he) The third, 2015), trad. Rosie Pinhas-Delpuech, 352 p.  (ISBN 978-2-330-09262-7)
- Le Monstre de la mémoire, traduit de l’hébreu par Laurence Sendrowicz, Actes Sud, 2020, 158 p.  (ISBN 978-2-330-13170-8)[2],[3],[4]
- La Nuit du hackeur, Actes Sud, coll. « Actes noirs », 2025 ((he) מגלה החולשות, 2023), trad. Rosie Pinhas-Delpuech, 272 p.  (ISBN 978-2-330-20157-9)

## Prix
- Grand prix de littérature policière 2011 pour Le Poète de Gaza[5]
- Prix Bernstein 2016 pour Le Troisième Temple[réf. nécessaire]

## Adaptation
Le Poète de Gaza, adapté par Katell Guillou, avec Laurent Lederer, Johanna Nizard, Marc Barbé, Abel Aboualiten, réalisé par Laure Egoroff, diffusé sur France Culture le 5 janvier 2013.